# Ayse
Ayse, auch Ayze geschrieben, ist eine französische Gemeinde im Département Haute-Savoie in der Region Auvergne-Rhône-Alpes.

## Geographie
Ayse liegt auf 482 m, östlich von Bonneville, etwa 26 km ostsüdöstlich der Stadt Genf (Luftlinie). Das Dorf erstreckt sich leicht erhöht am nördlichen Talhang der Arve, in den Savoyer Alpen am Südfuß des Môle, im Faucigny.
Die Fläche des 10,48 km² großen Gemeindegebiets umfasst einen Abschnitt des mittleren Arvetals. Die südliche Grenze verläuft entlang der Arve, die hier in einer breiten Talniederung von Osten nach Westen fließt. Vom Flusslauf erstreckt sich das Gemeindeareal nordwärts über die flache Talaue und den Hang von Ayse. Dieser im unteren Bereich noch relativ sanft geneigte Hang steigt nördlich von Ayse steil zur Felskrete des Rocher de l’Aigle (1168 m) und zum Gipfel des Môle an, auf dem mit 1863 m die höchste Erhebung von Ayse erreicht wird.
Zu Ayse gehören neben dem eigentlichen Dorf verschiedene Weilersiedlungen, darunter:
- La Ruaz (510 m) östlich an das Dorf anschließend
- Les Merzières (470 m) am Rand der Talniederung der Arve
- Vallet (680 m) am Südhang des Môle
- Broisin (690 m) am Südhang des Môle

Nachbargemeinden von Ayse sind Saint-Jean-de-Tholome und Saint-Jeoire im Norden, Marignier im Osten, Vougy im Süden sowie Bonneville im Westen.

## Geschichte
Das Gemeindegebiet von Ayse war bereits im Neolithikum besiedelt.

## Sehenswürdigkeiten
Die Dorfkirche von Ayse wurde im 17. Jahrhundert errichtet. Ebenfalls erwähnenswert sind die Chapelle de l’Étraz und ein Herrschaftshaus aus dem 15. Jahrhundert.

## Bevölkerung
Mit 2325 Einwohnern (Stand 1. Januar 2022) gehört Ayse zu den kleineren Gemeinden des Département Haute-Savoie. Seit Ende der 1960er Jahre wurde dank der attraktiven Wohnlage ein markantes Bevölkerungswachstum verzeichnet. Außerhalb des alten Ortskerns wurden zahlreiche Einfamilienhäuser gebaut.
| Einwohner                  | 535 | 628 | 926 | 1262 | 1532 | 1815 | 1979 |
| Quellen: Cassini und INSEE |     |     |     |      |      |      |      |

## Wirtschaft und Infrastruktur
Ayse war bis weit ins 20. Jahrhundert hinein ein vorwiegend durch die Landwirtschaft geprägtes Dorf. Ayse liegt in der Weinbauregion Savoie. Weißweine aus der Rebsorte Altesse (lokal Roussette genannt) dürfen unter der geschützten Herkunftsbezeichnung Roussette de Savoie vermarktet werden. Für Weißweine anderer Rebsorten sowie Rotweine gilt die AOC Vin de Savoie.
Heute gibt es verschiedene Betriebe des Klein- und Mittelgewerbes. Viele Erwerbstätige sind Wegpendler, die in den größeren Ortschaften der Umgebung ihrer Arbeit nachgehen.
Die Ortschaft ist verkehrsmäßig gut erschlossen. Sie liegt an einer Departementsstraße, die von Bonneville nach Marignier führt. Der nächste Anschluss an die Autobahn A40 befindet sich in einer Entfernung von rund sechs km. Auch der Bahnhof Bonneville an der Eisenbahnlinie von Annemasse via La Roche-sur-Foron nach Cluses ist von Ayse leicht erreichbar.